# Damm von Seydewitz
Kurt Friedrich Ernst Otto Damm von Seydewitz (* 28. Mai 1845 in Reichenbach/O.L.; † 18. Januar 1899 in Baruth bei Bautzen) war königlich-preußischer Kammerherr, Landeshauptmann der preußischen Oberlausitz und Besitzer der Rittergüter Reichenbach und Schöps. Von 1877 bis 1895 war er Landrat des Landkreises Görlitz.
Er stammte aus dem meißnischen Uradelsgeschlecht von Seydewitz und war der älteste Sohn von Otto Theodor von Seydewitz. Damm von Seydewitz studierte Rechtswissenschaften an der Ruprecht-Karls-Universität Heidelberg. 1865 wurde er Mitglied des Corps Saxo-Borussia Heidelberg. Er wurde zum Dr. iur. promoviert und schlug im Königreich Preußen eine Beamtenlaufbahn ein. Er heiratete 1879 in Berlin Lucie von Ungern-Sternberg, mit der er gemeinsam auf seinem Gut in Reichenbach lebte.